# Pelikanål
Pelikanålen (Eurypharynx pelecanoides) är en djuphavslevande fisk. Det är sällan den blir sedd av människor, men det händer emellanåt att den fastnar i fiskarnas nät. Det är en ålliknande fisk, den enda arten i släktet Eurypharynx och familjen Eurypharyngidae. Den tillhör ordningen Saccopharyngiformes och är nära släkt med de egentliga ålarna i ordningen Anguilliformes.
Pelikanålen har ett enormt gap i förhållande till dess kroppsstorlek, och den kan svälja byten som är större än den själv. Dess påsliknande underkäke påminner om en pelikannäbb, varifrån den fick sitt namn. Magsäcken kan töja ut sig, på så sätt kan den svälja stora byten. Ålen använder sig av en lång, piskliknande svans för att röra sig. På änden av svansen sitter ett lysorgan, som den använder för att locka till sig byten.
Pelikanålen livnär sig mestadels på små fiskar, räkor och plankton. Den blir vanligtvis upp till 60 cm lång. Den har påträffats i all världens tropiska och subtropiska hav, från 1000 ner till 3000 meters djup.